# Hospital Militar de Caracas
El Hospital Militar Universitario Dr. Carlos Arvelo (por resolución del Ministerio del Poder Popular para la Defensa) u Hospital Militar de Caracas, desde 1960, es una institución de salud venezolana localizada en la Urbanización San Martín de la Parroquia San Juan del Municipio Libertador en el Distrito Capital, al oeste de la ciudad de Caracas y al centro norte de Venezuela. Actualmente es sede de la Academia Militar de Ciencias de la Salud (ATMCS) y la Academia Militar de Medicina (AMMED), adscritas a la Universidad Militar Bolivariana de Venezuela (UMBV). Anteriormente se le conocía como Hospital Central de las Fuerzas Armadas

## Historia
Fue precedido por el Hospital Militar Naval Antonio José de Sucre, que funcionó hasta 1959, cuando fue trasladado a su sede actual como Hospital Central de las FANB.
Recibe su nombre actual en honor de un médico de la época de la independencia de Venezuela el Doctor Carlos Arvelo quien fuese nombrado Médico Cirujano en Jefe del Ejército Libertador en 1813. El edificio del hospital es un diseño del Arquitecto Luis Raimundo Malaussena Andueza y su construcción se desarrolló entre 1954 y 1959. La inauguración formal se pospuso hasta 1962. 
En ella se fundó la Escuela de Enfermería de la Fuerza Armada Nacional Enfermera (F) Antonia Fernández, creada según Resuelto de la Dirección General del Ministerio de la Defensa N° DG 4108 el 17ENE1979, Núcleo Ciencias de la Salud del IUPFAN, formando profesionales con régimen interno ininterrumpido quienes al culminar los tres (3) años de formación militar y académica universitaria egresaban como TSU en Enfermería y Sargentos Técnicos de Tercera de la Fuerza Armada Nacional. En el año 2010 elevan el nivel académico y el grado militar, pasando a formar oficiales técnicos de la FANB, con el título universitario de Licenciados en Enfermería militar y se transforma como Academia Militar de Ciencias de la Salud (ATMCS) de la Academia Técnica Militar Bolivariana (ATMB), adscrita a la Universidad Militar Bolivariana de Venezuela (UMBV).
El hospital tuvo un papel importante en la última etapa de la vida del expresidente Hugo Chávez, puesto que después del regreso de este al país, el gobernante paso las últimas 2 semanas de su tratamiento contra el cáncer (desde el 18 de febrero) en las instalaciones del Hospital Militar. Chavéz moriría en el lugar el 5 de marzo de 2013. Desde allí mismo su sucesor Nicolás Maduro anunció su fallecimiento y desde este lugar además partió el cortejo fúnebre de Chávez hasta la Universidad Militar Bolivariana de Venezuela. Unos días antes de la muerte de Chávez en 2013 se inauguró justo en la entrada del Hospital la denominada «Capilla de la Esperanza» con el diseño del arquitecto venezolano Fruto Vivas.
En 2017, por mandato del presidente Nicolás Maduro, pasa una parte a ser una de las sedes de la Academia Militar de Medicina, de la UMBV.